# الجبل الأصفر (السعودية)
هذه المقالة عن الجبل الأصفر في السعودية. إذا كنت تبحث عن القرية المصرية انظر الجبل الأصفر
الجبل الأصفر بالمملكة العربية السعودية  يبعد هذا الجبل عن مدينة عفيف (8كلم) تقريباً يقصده أهالي عفيف للتمتع بمناظره الخلابة من خلال أشجار الطلح الكثيفة والتي تحيط به من كل جانب.
وعلى قمة الجبل الذي يبلغ ارتفاعه (350 متر) توجد بعض الآثار المعمارية والمتمثلة بأبراج وعلامات للطريق استخدم فيما بعد مسجد وبني من الحجر الأسود  وتبلغ مساحته 10×10 وبرعت أيدي الأجداد بتحويل قمة هذا الجبل الشاهق إلى هذه المساحة التي تجعل المتواجد فيها وكانه يعيش على أرض فضاء . وإلى جانب هذا المسجد يوجد برج مراقبة مطوي من الحجر ارتفاعه 2 متر تقريباً ومغلق من جميع الجوانب يأخذ الشكل المربع. وبالرغم من السنين التي مرت على هذه المباني المعمارية ألا أنها تحافظ على شكلها وتماسكها وهذه الأعلام تساعد القوافل على معرفة الطريق.